# Theater Klosterruine Boitzenburg

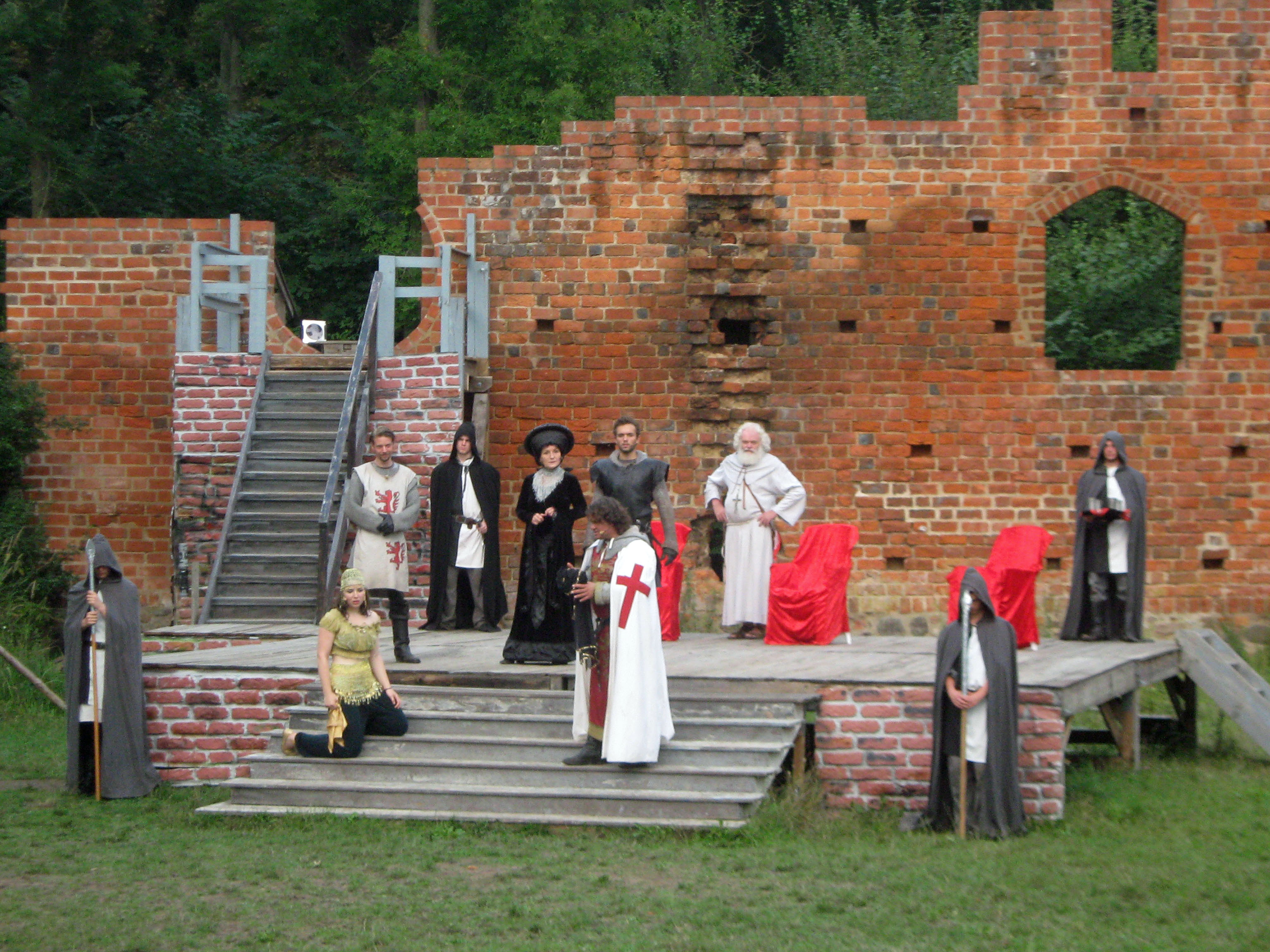
Spielszene aus 2010 „Robin Hood - Dracul“ vor der Kulisse der Klosterruine Boitzenburg

Das Theater Klosterruine Boitzenburg war eine im Jahr 2005 vom Schauspieler Roland Seidler ins Leben gerufene Freilichtbühne. Sie befand sich etwa 20 km westlich von Prenzlau und etwa 80 km nördlich von Berlin am Rande des Dorfes Boitzenburg in der Uckermark, Brandenburg. Im Jahr 2012 wurde das Theater wegen Erkrankung des Theaterleiters geschlossen.
Die Aufführungen auf der etwa 80 m breiten Naturbühne fanden witterungsbedingt nur im Juli und August statt. Die meisten Inszenierungen waren durch eine hohe Zahl berittener Darsteller gekennzeichnet und drehten sich um Motive aus Die drei Musketiere und Robin Hood. Als Kulisse diente die Ruine des um 1230 erbauten und im Dreißigjährigen Krieg zerstörten Zisterzienserinnen-Klosters Boitzenburg. Aufgeführt wurden:
- 2005: Die drei Musketiere – Die Diamanten der Königin
- 2006: Die drei Musketiere – Myladys Rache
- 2007: Robin Hood
- 2008: Robin Hood – Der Schatz der Tempelritter
- 2009: Robin Hood – Die Geister von Avalon
- 2010: Robin Hood – Dracul
- 2011: Robin Hood – Jerusalem

Außerdem gastierten 2007 die Uckermärkischen Bühnen Schwedt mit einer Hamletaufführung und die Shakespeare Company Berlin mit Romeo und Julia am Theater Klosterruine Boitzenburg.
Für Kinder wurde jedes Jahr das Mitmachtheater „Die kleinen Räuber“ angeboten.
Koordinaten: 53° 15′ 57″ N, 13° 37′ 13″ O